# Музиківка
Музи́ківка — село в Україні, адміністративний центр Музиківської сільської громади Херсонського району Херсонської області. Населення становить 2672 особи.

## Герб
У щиті, перетятому лазуровим і золотим, поверх всього Пресвята Богородиця з золотим німбом, у лазуровому одязі та червоному плащі, що тримає в руках золотий покров. Щиток поміщений на декоративний картуш, по краях якого золоті колосся, а знизу лазурова стрічка з білими смужками вздовж країв та написом білими літерами "МУЗИКІВКА".

## Історія

### Археологічні знахідки
Про існування життя у найдавніші часи на території сучасної Музиківки свідчить знайдений у селі уламок зуба мастодонта. Дана місцевість була заселена ще до нашої ери. Свідченням цього є випадкова знахідка: кам'яна сокира епохи бронзи II—І тисячоліть до нашої ери. На території Висунців знайдено два скарби істрійських монет V—IV століть до нашої ери та залишки скіфського поселення.
Біля села Музиківка у зруйнованому кургані виявлено основне поховання середньовічного кочівника XI—ХІІІ століття під майданчиком з кам'яних плит. За 0,5-3,9км на захід, північний захід, північ, північний схід від села— курганне поле із 13 курганів заввишки 0,8— 3,1м.
У період Литовсько-Руської держави через терен Музиківки та околиць часто проходили козаки. Козацькі чайки плавали по річці Вірьовчиній, яка протікає через Музиківку. На той час вона була глибокою та чистою, також, була заселена різною рибою. Там, де річка Вірьовчина впадає в Дніпро, існувала козацька переправа.

### XIX століття
Сучасна Музиківка розташована на території колишнього Херсонського повіту Херсонської губернії, на землях, які належали місту Херсону і вважалася міським містечком. До недавнього часу відправною точкою в історії села вважався 1856 рік. Орієнтуючись на неї, у 2006 році село відсвяткувало своє 150-річчя. Але незабаром ця дата почала викликати сумніви у краєзнавців. Було очевидним, що насправді село має більш давню історію. Почалася кропітка робота в архівах Херсона, Миколаєва, Одеси, в обласній бібліотеці, краєзнавчому музеї. Було навіть надіслано запит до московського архіву.
Першим суттєвим зрушенням у цьому питанні стало підтвердження, отримане із Російського воєнно-історичного архіву про те, що на топографічній карті Херсонської губернії за 1820 рік село Музиківка уже позначено. Пошукова робота тривала. Було опрацьовано найстаріший фонд №14 Херсонського обласного архіву У документі, датованому липнем 1815 року, чиновник подає дані Херсонському губернському землевпоряднику про заселення земель, що належать місту Херсону «с разными при оных хозяйственными заведениями». Серед іншого читаємо наступне: «На хуторах Музики: изб— 73, мельниц— 8, колодязей— 10, садов— 6, плотин— 2». Таким чином, Музиківка (колишні Музикині хутори), що знаходилася за 12 верст від Херсона, виникла не пізніше 1815 року. Крім того, по ліву сторону від Херсонсько-Елисаветградської дороги виникло ще 2 хутори: Висунцівські— при трьох криницях за 10 верст і Мірошникові— за 14 верст від повітового міста. За однією із версій, Музиківка отримала свою назву від прізвища першого мешканця— козака Музики, Висунці— запозичена від місцевості звідки переселилися вихідці (Висунськ— сучасного Березнегуватського району Миколаївської області). Мірошниківка славилася великою кількістю млинів та мірошників, звідки отримала свою назву. Через Музикино, Вавілово, Засілля та інші населені пункти проходив повітовий шлях, по якому здійснювалося поштове спілкування з Херсона у Новий Буг.
Першими жителями хуторів були херсонські, бериславські міщани, переселенці з Полтавської губернії, військовослужбовці, селяни-власники. Серед населення виділялися заможні господарства, їх було більше 30. Значна частина земель, 42 тисячі десятин, що лежала навколо Музиківки, належала міській управі. Селяни купували землю або брали в оренду і закладали хутори. Наприкінці 50-х років XIX століття на всіх хуторах нараховувалося 233 подвір'я, у яких проживало 1410 жителів, у тому числі 680 чоловіків і 730 жінок. На Висунцівських хуторах було 17 подвір'їв, у яких проживало 105 жителів, у тому числі 55 чоловіків, 50 жінок; на Музикиних хуторах— 183 подвір'я, 1110 жителів, із них 538 чоловіків і 572 жінки; на Мірошникових хуторах— 33 подвір'я, 195 жителів, із них 87 чоловіків, 108 жінок.
Жителі херсонських приміських хуторів належали до міщанського стану. Вони займалися головним чином товарним садівництвом та городництвом, постачаючи населенню Херсона фрукти та овочі. Згідно урядового указу 1842 року особи, які жили на землях, що належали місту, могли одержувати не більше однієї десятини землі для розведення садів і виноградників. Господар повинен був висадити на ній не менше ста фруктових дерев або 120 кущів виноградної лози. За користування наділом він зобов'язувався виплатити податок у розмірі 30 копійок сріблом. Але багаті орендарі, які володіли достатньою кількістю сільськогосподарського реманенту та тягла, захоплювали вільну землю за незаконними документами і власною сваволею. У 1850-х роках XIX століття наділи незайманої землі досягали 400—500 десятин. Багатії брали їх в оренду в міської управи на тривалий час. Частина хуторян працювала на каменоломнях, добуваючи вапняк для будівництва та випалювання вапна. За право його видобутку треба було платити 1,5 карбованці сріблом за кожну кубічну сажень. Для бідняків це було недоступно.
Після реформи 1861 року заможні підприємливі господарі ще більше закріпилися на орендованій у міської управи землі. Більшість населення не могла винаймати міську землю поодинці, тому робились спроби орендувати її колективно. Однак власних засобів для обробітку бракувало, а міський банк брав за позику 10 відсотків. У випадку невиплати за оренду або банківського боргу орендарі втрачали право на землю разом із посівом. Значне розповсюдження одержали на хуторах суборендні відносини: багата верхівка, орендуючи великі масиви міської землі, немалу частину здавала дрібними ділянками за більш високу ціну біднякам.
Наприкінці XIX століття в селі почало розвиватися виробництво товарного зерна: жита та пшениці. Це, у свою чергу, вимагало розведення робочої худоби. Справжнім лихом для жителів хуторів були неврожаї та падіж худоби, які приводили до недоїмок, що зі свого боку сприяло дальшому збідненню більшості міщан, поневоленню їх багатіями. Джерелом заробітку для бідноти залишалася наймана праця по видобутку вапняку в кар'єрах Вірьовчиної балки. Робочий день тут тривав від зорі до заходу сонця, доводилося працювати і вночі при світлі каганця. Працювали в каменоломнях головним чином хуторяни, які не мали тяглової сили. Ті ж, хто мав волів і коней, наймалися транспортувати вапняк у Херсон.
За другу половину XIX століття зросла кількість жителів хуторів. Наприкінці XIX століття в Музикиних хуторах було 320 дворів, у яких проживав 1701 житель, у тому числі чоловіків— 841, жінок— 860.
Медичну допомогу можна було отримати лише в Херсоні, що часто було неможливо переважній більшості населення. На Музикиних хуторах спостерігалася висока дитяча смертність. Переважно вмирали діти у віці від одного місяця до п'яти років. Так, у 1878 році, померло дітей віком від одного місяця до одного року— 18 хлопчиків, 10 дівчаток, від п'яти до десяти років— 2 хлопчики, серед решти жителів— 15 чоловік. Здебільшого смерть наставала від дифтерії, туберкульозу, простуди, запалення, епілепсії, розлади шлунку, віспи, кору, крупу.
У Музикиних хуторах діяла одна православна церква. У Державному архіві Херсонської області зберігається документ, який вказує на те, що церква в Музиківці була збудована у 1858 році. Проте у цьому ж архіві знаходяться метричні книги, найдавніша з яких датується 1855 роком. Першим священиком Свято-Покровської церкви Музикиних хуторів був Федір Завадовський. Саме його рукою велися записи у метричних книгах до 1875 року. 1895 року приміщення церкви було перебудовано і постав на Музикиних хуторах величний храм, який розмірами перевищував попередній втричі, а голос його дзвонів було чути далеко за межами села.

### Перша половина XX століття
Під час революції 1905—1907 років у Музикиних хуторах відбувалися виступи селянської бідноти. 3 грудня 1905 року бідняки села розгромили хутори Григорія Сорокунського. Царський уряд притяг до відповідальності 29 музичан.
23 червня 1907 року селяни розгромили хутір Іллі Савченка. Відомо, що 23 червня на подвір'ї церковної школи Музикиних хуторів відбулася сходка, на якій більш заможні селяни вирішили забезпечити хлібом і соломою тих, хто бідував. Таке рішення було викликане погрозою з боку малоземельних селян у противному разі їх розграбувати. Не дочекавшись виконання обіцянки, кілька десятків чоловік вирушили на хутір Іллі Савченка.
У 1907 році на кошти міської управи була побудована амбулаторія із квартирою для лікаря. Першим лікарем цієї амбулаторії був Петро Міхейович Синицький. Знаємо із документів, що людина не з бідних, дворянин, статський радник. Сьогодні вже немає людей, які б могли щось про нього розповісти, але за переказами поколінь як він, так і його батьки, за участь у народницькому русі були вислані на південь із Санкт-Петербурга без позбавлення дворянства.
У 1912 році на території Музикиних, Висунцівських, Мірошникових хуторів знаходилося 623 двори, у яких проживало 3859 жителів, із них 479 дворів на території Музикиних хуторів, де проживало 3012 чоловік. Тут діяла земська кінна поштова станція.
У 1916 році вже існувала Музиківська волость із центром у Музикиних хуторах, до якої входило 16 населених пунктів, а також губернська психіатрична лікарня заснована в 1883 році. У складі волості (проіснувала до 1923 року) були Музиківка, Кіндійка, Арнаутка, Киселівска, Висунцівка, Загорянівка, Проценківка, Чорнобаївка, Зеленівка, Шкуринівка, Мірошниківка, Монастирська слобода, Степанівка та інші.

### Період Української революції
Перший період радянської окупації почався у січні 1918 року. Частина населення повірила новій владі та пішла за нею.
У 1917—1920 роках влада змінювалася 20 разів. Усе це супроводжувалося хаосом, грабежами, розправами над селянами.

### 1920-ті
Під час голодомору 1921—1923 років лише за березень та першу половину квітня у Музикиних хуторах померло 350 дітей та 209 дорослих. Таке становище ускладнювалося і тим, що на території Музиківської волості поширилися епідемії сипного тифу, холери та інших захворювань.
У цей непростий час на посаду лікаря, завідувача Музиківської дільниці, було направлено Арсентія Матвійовича Лісного. Не дивлячись на важкі умови, лікар творив чудеса: лікував, оперував, приймав на світ немовлят. Ім'я лікаря Лісного знали не лише в Музиківці, а й у всіх навколишніх селах. Більше 20 років працював він на благо музичан, залишивши по собі добру пам'ять.
З червня 1922 року у Музиківці, Мірошниківці та Висунцях були організовані та функціонували їдальні для голодуючих дорослих та дітей. 26 червня було ухвалено рішення про організацію кухні взаємодопомоги. Проте становище селян залишалося тяжким. Тільки у квітні 1923 року в Музиківці із 1150 дорослих голодували 337 чоловік, із 1171 дитини — 352, у Мірошниківці із 257 дорослих — 53, із 338 дітей — 56, у Висунцях із 188 дорослих — 62, із 193 дітей — 66. Тільки на весну 1923 року вдалося подолати голод.
У 1922 році в Музиківці була створена комсомольська організація, першим її секретарем став Іван Павлович Дубровний. У той же час діяв профспілковий комітет, який опікувався матеріальним та освітнім рівнем селян: організацією каси взаємодопомоги, ліквідацією неграмотності. 23 жовтня було висунуто героя-незаможника Петра Васильовича Кулика для вшанування Херсонською організаційною комісією комітету незаможних селян.
25 грудня 1922 року на основі рішення засідання комісії по скороченню сільських рад Музиківської волості із сіл Музиківки, Мірошниківки, Висунців було створено Музиківську сільську Раду з кількістю населення 3206 чоловік.
У 1920-х роках значні зрушення відбувалися в культурному житті Музиківки. У селі працювала хата-читальня, завідував якою Потеряйко І. А. При ній було організовано ряд гуртків: сільськогосподарський, драматичний та інші, проводилася антирелігійна пропаганда. У селі діяв театр, який показував самодіяльні вистави. Селяни виписували і читали газети. На початку 1920 року розпочала свою роботу культурно-просвітницька організація «Просвіта».
На території Музиківки діяла єдина в районі євангелістська християнська громада баптистів, яка охоплювала 30 її членів, наближених — 4 чоловіки, молоді — 8.
У цей час до складу Музиківської сільради входило 6 населених пунктів: Музиківка, Мірошниківка, Висунці, Крутий Яр, Зелений Дуб, Барвінок. Кількість населення становила 3504 чоловік, кількість землі, яку займала сільрада, 9016,9 десятин, із них орної — 8538,66; коней — 730, корів — 730, волів — 6, парових машин — 1, вітряків — 15, які належали приватним особам. Державних підприємств не було. Головою сільради 17 квітня 1925 року було обрано Сипка Архипа Якимовича. Сільська рада селянських депутатів займалася культурно-освітньою, господарською діяльністю, опікувалася медичним обслуговуванням населення, допомогою найбіднішим селянам.
Голодомор у 1921 році став зручним приводом для посилення репресій проти духовенства. Розгорнулася широка кампанія вилучення коштовністей із храмів і культових споруд для закупівлі зерна за кордоном. Пограбована була і Свято-Покровська церква. У переліку вилучених цінностей — посуд, ризи, хрести, кадила, лампади та інші речі, що є обов'язковими атрибутами богослужіння. У відчаї священики та парафіяни звертаються до влади із проханням повернути вилученні цінності тим же металом із тією ж вагою. Проте отримують відмову. 1922 року були відібрані 4 приміщення, які належали Свято-Покровській церкві. У них розмістилися радянські установи.
Позитивно вплинула на відродження села нова економічна політика більшовиків. Селяни тягнулися із останніх сил і мали добрі прибутки, запрацював ринок. НЕП сприяв відродженню селянського підприємництва у сфері переробки сільськогосподарської продукції. 1925 року на території Музиківської сільської ради діяв один паровий млин, при ньому — олійниця та просорушка. За добу він переробляв до 600 пудів зерна, олійниця — 80 літрів олії, просорушка — до 60 пудів. Працювало також 13 вітряків. Усі підприємства належали приватним особам. Держава почала заохочувати різні форми кооперування. Відчувши економічну вигідність кооперативів, селяни вступали до них охоче. У середині 20-х років у Музиківці діяло споживче товариство, яке налічувало 185 членів та кредитове товариство — 145 членів. Робляться перші спроби створення колективних господарств. У 1923 році в Музиківці створений сільськогосподарський колектив імені  Т. Г. Шевченка. Артіль об'єднала 8 подвір'їв, мала четверо коней, плуг, віз, борону. Проте, як правило, ці перші колективні господарства були слабкими, небагато чисельними та існували недовго.
Активну допомогу бідняцьким господарствам надавали херсонські робітники. Тільки за два дні у липні 1929 року шефами Херсонського обозного заводу, які приїхали в Музиківку, було відремонтовано 40 возів і 4 жатки. Не залишали без уваги робітники Херсонського електрозаводу підшефний колгосп «Червоний хлібороб». Так, під час проведення весняної сівби 1933 року, робітниками заводу було виділено трактор, відремонтовано криницю, обладнано червоний куточок із технічною та політичною літературою, неодноразово надсилалися найкращі комсомольці та робітники для передачі досвіду. Важливу роль в оснащенні колгоспів району технікою відігравала спочатку машино-тракторна станція Арнаутського куща, а пізніше Білозерська МТС. У діяльності колгоспів були і недоліки. Так, у резолюції Херсонського партійного комітету про стан колгоспів Херсонського району від 15 грудня 1930 року зазначалося, що в артілі «Червоний сівач», яка знаходилася в селі Мірошниківці, слабе керівництво артілі, впала трудова дисципліна, що привело до ряду випадків безгосподарності та розтрати.
Масова колективізація розпочинається наприкінці 1920-х років. Про добровільність уже мова не йшла. Селяни не бажали відмовлятися від своєї власності та передавати її в колгоспи. Лише грубе адміністрування, погрози, обіцянки щасливого та заможного життя змушували їх вступати до них. 1927 року у селі Музиківка була створена спілка обробітку землі «Нове життя», першим її головою був Герасим Якович Тарнавський. 1929 року спілка була реорганізована у колгосп «Нове життя». На території Мірошниківки у 1928 році був створений колгосп «Червоний сівач». На початок 30-х років на території Музиківської сільради було засновано 8 колгоспів: «Червоний сівач», «Червоний хлібороб», імені І. Я. Франка, імені В. Молотова, «Червоний степ», «Нове життя», «Червоний маяк», «Червоний колос».
В ході колективізації постало питання про долю заможних селян. Офіційна ідеологія зображувала їх як куркулів, лютих «ворогів» радянської влади, жорстоких експлуататорів. Насправді, лише невелика частина використовувала працю найманих робітників. Як правило, основою їхнього добробуту була праця всіх членів родини, ощадливість, хазяйновитість. Ця частина селянства найміцніше була прив'язана до землі і не бажала з нею розлучатися.
Типовою у цьому плані була доля Трохима Трибушного, рід якого одним із перших поселився на Музикиних хуторах. Пережив Трохим громадянську війну, страшний 1921 рік. Поступово став на ноги винятково працею членів своєї родини, була вона великою — 6 синів та 2 доньки. Працювали з ранку до вечора, поливаючи землю рясним потом. Коли почалася колективізація, Трохим Трибушний потрапив до розряду куркулів: мав волів, коней, сільськогосподарський реманент. Спочатку тиснули податками. А потім перепис майна, домашній арешт та підготовка до виселення в Сибір. Не допомогла ні велика сім'я, ні відсутність найманої сили, все вирішував лозунг «Знищимо куркульство як клас». Не витримало серце Трохима — вмер незадовго до виселення. А сім'я понесла свій «хрест» далі — у товарних ешелонах на Сибір.

### Голодомор (1932—1933)

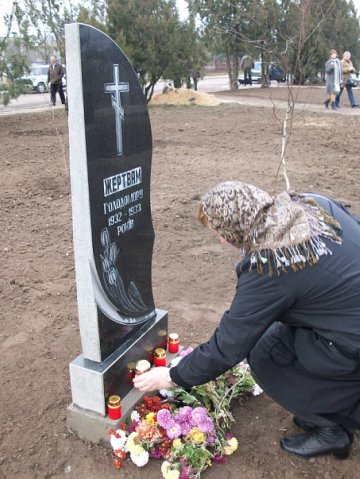
Пам'ятник жертвам Голодомору 1932—1933 років

Наслідком колективізації став голодомор 1932—1933 років. Про жахливу картину голоду, що панував тоді у селах, красномовно свідчать книги запису актів громадянського стану. Згідно метричної книги записів про смерть у селі Музиківка за 1932 та першу половину 1933 років померло 52 чоловіка, а у селі Мірошниківка — 10 чоловік. Є підстави вважати, що ці дані — неповні. Часто вимирали сім'ями. Так сталося із родиною Голдунів, у яких помер батько — Василь Іванович, тридцяти семи років та його троє дітей віком семи, трьох років та одного місяця. Згідно свідчень Любові Василівни Вертосенко, 1921 року народження, вимерла від голоду і сім'я Волкових із 4-х чоловік. Рятуючись від голодної смерті, люди намагалися приховати хоч трохи збіжжя. У Державному архіві зберігаються документи, які свідчать про те, що в селі відбувалося вилучення прихованого хліба з ям, відкриття кримінальних справ. Із протоколу допиту звинуваченого у невиконанні плану контрактації (хлібоздачі) Олексієнка Г. І., мешканця села Музиківка Херсонського району, 18.01.1933 року:
…по змісту справи пояснюю, що не виконав контрактацію тому, що в мене земля була дуже погана, хліб вродив плохий. Родина складається з 9 їдців, треба було, що-небудь їсти. Те, що міг, то я вивіз, біля 103 пудів, а решту залишив для своєї родини. Більше дати нічого не маю.
Г. І. Олексієнка за цей «злочин» було засуджено до 4-х років ув'язнення. Аналогічно із протоколу допиту Савченко Я. Л., мешканки села Музиківка Херсонського району, 04.01.1933 року ми дізнаємося, що жінка приховала трохи збіжжя, щоб прогодувати родину, за що була засуджена. Подібні процеси стають звичними явищем у 1932—1933 роках. Не дивлячись на прийняті міри по охороні полів, доведені до відчаю люди (найчастіше це були жінки), відчайдушно намагалися нарізати хоча б трохи колосків, щоб нагодувати голодних дітей. Прикметною у цьому плані є стаття в газеті «Наддніпрянська правда» від 2 липня 1933 року «Куркульку Власенко спіймали на гарячому». У ній говориться про те, що у Музиківській сільраді виявлено низку фактів зрізання колосків із колгоспного хліба. "26 червня затримано… Власенко М., яка нарізала багато колосків пшениці в артілі «Червоний сівач». Закінчувалася стаття словами: «Колгоспники „Червоного сівача“ вимагають застосувати до розкрадачки вищу міру соціального захисту». Судові та позасудові органи здійснювали безкарно суд над селянами, часто забивали дітей, що підіймали з колгоспного поля декілька колосків…
Зміцніли колгоспи у роки перших п'ятирічок. Зросла їх матеріально-технічна база. Це дало змогу споруджувати виробничі приміщення та житлові будинки. Поліпшилося медичне обслуговування населення. З'явилися нові професії селян: шофери, трактористи. Напередодні війни колгосп імені В. Молотова мав 690,8  га землі, у тому числі 546,9 га орної, сінокіс та інші. Посівна площа колгоспу під урожай 1941 року становила 476,9 гектарів, у тому числі озимої пшениці — 220, ячменю — 60, вівса — 50, проса — 8, кукурудзи — 6, соняшника — 18, бавовни — 90, картоплі — 10, кавунів — 10, буряка кормового — 2, люцерни — 24 та інше. Колгосп мав житловий будинок та інші приміщення: дитячі ясла, зерносховище, кузню, конюшню, телятники, вівчарню, тваринний двір. У колгоспі був фруктовий сад площею 0,5 гектара та виноградник площею 1 гектар. Був сільськогосподарський реманент і транспорт: 2 автомашини ГАЗ, нафтовий двигун «Прогрес» потужністю 18 кінських сил та інше. До складу колгоспу «Червоний хлібороб» входило 62 господарства, загальна кількість членів становила 232 чоловіки. Колгосп мав 713,10 гектарів землі, у тому числі орної 471,6, сінокосу та інших земель 241,8. Посівна площа колгоспу під урожай 1941 року становила 419,5 гектарів, у тому числі жита — 15, озимої пшениці — 159, ячменю — 70, вівса — 10, кукурудзи — 4, проса — 10, соняшника — 5, бавовнику — 90 та інше. Колгосп «Червоний сівач» у селі Мірошниківка об'єднував 93 господарства із кількістю населення 480 чоловік. Земля, що належала колгоспові, становила 1452,7 гектарів, у тому числі орної землі –1024, сінокосу та інших угідь — 428,7. Посівна площа під урожай 1941 року становила 729 гектарів, у тому числі жита — 30, озимої пшениці — 330, бавовни — 65, ячменю — 140, вівса — 18, кукурудзи — 12, проса — 20. У колгоспі вирощували також бобові культури, овочі. Господарство мало одноповерхові житлові будинки, птахоферму, тваринні двори, свинарник, телятник, конюшню, зерносховище та інші приміщення. Була одна автомашина, 6 нафтових двигунів, 7 сошникових сівалок, 5 культиваторів, 51 залізна борона.
З 1939 року село перебувало у складі Білозерського району Херсонської області.

### Репресії 1937—1938 років
За часів репресій у Херсонській області було вбито близько 10 тисяч осіб, серед них:
- Микола Ілліч Васильківський (реабілітований 17.05.1994)
- Василь Никифорович Мельниченко (реабілітований 05.11.1958)
- Василь Павлович Діброва (реабілітований 24.05.1989)
- Дмитро Олексійович Чихун (реабілітований 07.07.1993)
- Федот Григорович Перерва (реабілітований 04.05.1989)
- Іван Сергійович Коротєєв (розстріляний 14.06.1938, реабілітований 06.07.1957)
- Данило Васильович Микитась (розстріляний 07.04.1938, реабілітований 30.06.1959)
- Григорій Терентійович Бульба (розстріляний 07.04.1938, реабілітований 30.06.1959)
- Антон Антонович Дубровний (розстріляний 07.04.1938, реабілітований 30.06.1959)
- Омелян Васильович Карло (розстріляний 07.04.1938, реабілітований 30.06.1959)
- Іван Митрофанович Різник (розстріляний 07.04.1938, реабілітований 05.11.1958)
- Віктор Матвійович Лісний (розстріляний 07.04.1938, реабілітований 30.06.1959)
- Іван Іванович Задніпряний (розстріляний 07.04.1938, реабілітований 30.06.1959)
- Федосій Нестерович Лазаренко (розстріляний 07.04.1938, реабілітований 05.11.1958)
- Михайло Васильович Крохмаленко (ветфельдшер) (розстріляний 23.04.1938, реабілітований 17.07.1956)
- Степан Костянтинович Маслянников (священик) (розстріляний 14.2.1937, реабілітований 24.10.1957).

### Під часнімецько-радянської війни
Великих втрат зазнали жителі і господарства села. 4 серпня 1941 року Музиківку бомбардували ворожі літаки. До 18 серпня 1941 року колгоспники вивезли до Мелітополя та Орджонікідзе машини і худобу. Велика частина майна була по дорозі розграбована німецьо-фашистськими окупантами.

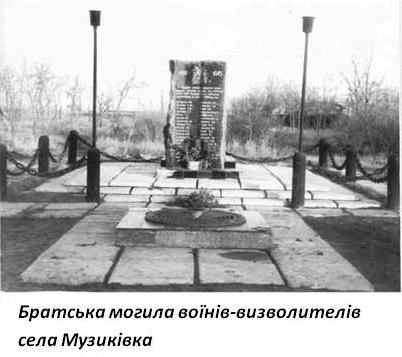

На підступах до Херсона у районі Киселівка — Чорнобаївка — Музиківка затримували противника частини 48-го стрілецького корпусу під командуванням Р. Я. Малиновського, у майбутньому маршала Радянського Союзу. 18 серпня німці зайняли село. У колгоспі імені В. Молотова мотомеханічними частинами СС були реквізовані матеріали і сільськогосподарська продукція, що містилась у колгоспній коморі, були забрані всі грубі корми. У колгоспі «Червоний хлібороб» за наказом коменданта Бруно спалили вітровий млин, розгромили склади і комору колгоспу, де знаходилися продукти і зерно.
10 березня 1944 року при відступі німецьких військ за наказом офіцера Дітліфа із колгоспу імені В. Молотова була вигнана вся худоба. Збитки і втрати, причинені німецькими загарбниками за роки війни, становили 6 671 786 карбованців. У Мірошниківці було розграбовано і знищено майно колгоспу «Червоний сівач», а також лісозахисні насадження. Загальні збитки і втрати становили 9184372, колгоспу «Червоний хлібороб» — 4 023 012, «Нове життя» — 11 788 208 карбованців. Великі втрати були причинені селянам, вони були оцінені від 12 до 60 тисяч карбованців. Крім цього, відступаючи, німці 10 березня надвечір зігнали жителів села в місцеву церкву. Протримавши людей одну ніч, вранці 11 березня погнали до Миколаєва для відправлення у Німеччину. По дорозі частина жителів втекла і повернулася додому, а частина була відправлена на чужину.
14 березня 1944 року підрозділи 295-ї стрілецької та 49-ї гвардійської дивізії Червоної Армії зайняли Музиківку. Серед них були— Микола Васильович Гуман (житель Музиківки). Микола Гуман був мобілізований до лав Червоної Армії у жовтні 1943 року. На той час йому виповнилося 18. Був рядовим роти зв'язку 144 гвардійського стрілецького полку 49-ї дивізії. Брав участь у захопленні Херсонщини. Пізніше були Миколаїв, Одеса. За участь у цих боях був нагороджений орденом Червоної Зірки та отримав три подяки. Разом зі своїми побратимами пройшов Молдавію, Румунію, Болгарію, Югославію. У важких боях під Будапештом був поранений. Із медичного санітарного батальйону потрапив до госпіталю у місті Грозному, де пролежав 7 місяців. 30 квітня 1945 року його комісували додому інвалідом. Після війни працював, учився. У 1967—1981 роках був очільником радгоспу «Молода гвардія» у селі Киселівка, за трудові досягнення нагороджений орденом Леніна та двома орденами Трудового Червоного Прапора.
У боях за визволення села від німецько-фашистських окупантів загинули 33 радянських воїни. Жителі поховали їх в центрі села. На братській могилі встановлений пам'ятник. На фронтах Другої світової війни воювали 254 жителі села Музиківки, 17 з них за бойові заслуги нагороджені орденами і медалями.

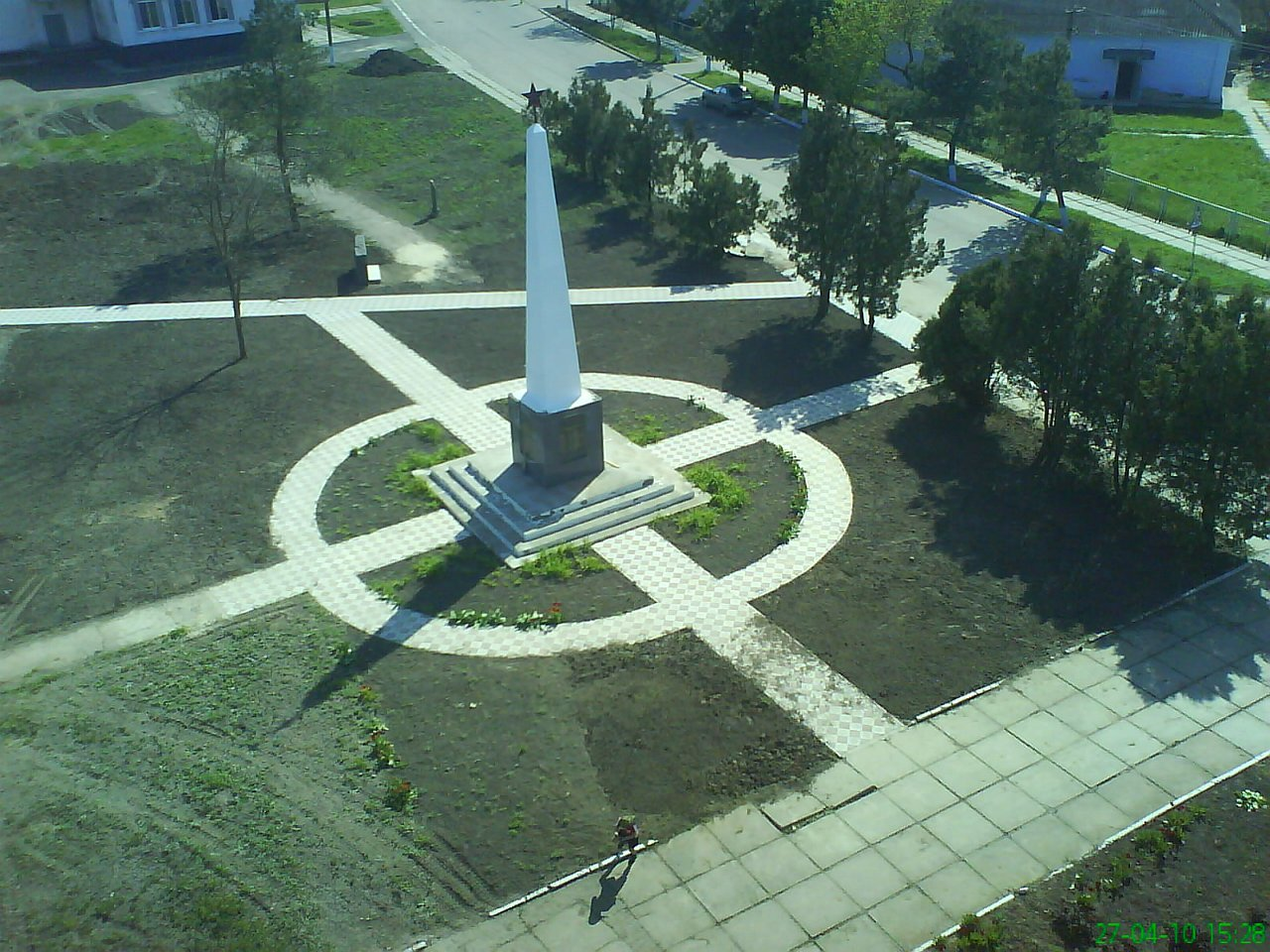
Обеліск Слави

За подвиг на території Литви у перші дні війни Указом Президії Верховної Ради СРСР від 25 липня 1941 року молодший сержант 28-ї танкової дивізії Василь Іванович Карло посмертно нагороджений орденом Леніна. Це перший Указ у Радянському союзі, який нагороджував танкіста найвищою відзнакою Радянського союзу— орденом Леніна. 1938 року В. Карла призвали в армію — відразу направили в танкові війська. Наш земляк брав участь у боях за захоплення території Західної Білорусі та Фінляндії. Військовий архів зберіг короткий запис про те, що за цей період молодший сержант Василь Карло мав 16 подяк командування за успіхи в бойовій та політичній підготовці. Василь водив танк командира роти, тому завжди був попереду. Тричі командир полку майор С.  Онищук виносив подяки молодшому сержанту Василю Карлу за мужність у боях. Василь Карло героїчно загинув в одному з запеклих боїв. У пам'ять про відважного земляка на території села Музиківка встановлено стелу. За рішенням виконкому Музиківської сільради народних депутатів від 25 березня 1985 року вулиця, де проживав Василь Іванович Карло, була названа його іменем.
Понад 70-ти музичан не повернулися з фронтів Другої світової війни. У пам'ять про загиблих односельчан у 1967 році у селі Музиківці споруджено обеліск Слави, у 1980 році закладено — Алею пам'яті.

### Від післявоєнної відбудови до незалежності України
14 березня 1944 року відновила діяльність Музиківська сільська рада депутатів трудящих у складі Миколаївської області. 30 березня 1944 року Музиківська сільська рада увійшла до складу утвореної Херсонської області. Головою Музиківської сільської ради з 1934 по 1959 року (із перервою на війну) був Павло Лукич Москаленко. Павло Лукич проявив себе як здібний організатор та мудрий господарник.
Головна робоча сила — жінки, підлітки, інваліди. Чимало старожилів зі сльозами на очах згадують і голодні 1946—1947 роки. Так вчителям місцевої школи на тиждень видавали за картками дві хлібини, що важко було назвати хлібом. Проте поступово життя входило у спокійне русло. Відбудовувалося і кращало село: з'явилася нова школа, були відкриті клуб і бібліотека, відремонтовано медичний та фельдшерський пункти, налагоджено роботу магазинів. Село було повністю електрифіковане та радіофіковане. Багато уваги приділялося озелененню.
Свою роботу відновив Висунцівський дитячий будинок. У другій половині 30-х років у приміщенні колишньої контори кар'єроуправління було організовано інтернат для іспанських дітей, чиї батьки брали участь у громадянській війні в Іспанії. Із початком війни дітей евакуювали, будівлі пустували. 14 березня 1944 року прибули перші діти. Згодом їх стало 225. Спочатку тут були тільки діти шкільного віку. 1948 року будинок розкомплектували, і він став закладом для дошкільнят на 75 дітей віком від 3 до 7 років. У 50-ті роки він мав уже декілька корпусів, пральню, їдальню, ізолятор, ігрові та робочі кімнати. На території було висаджено близько 5 тисяч декоративних та фруктових дерев і кущів, прокладено доріжки, розбито клумби, газони, створено ігрові майданчики. Дитячий будинок мав невелике підсобне господарство. Працювали з дітьми досвідчені вихователі: Фекла Миколаївна Левицька, Галина Станіславівна Дяченко (закінчила спеціальний відділ Бердичівського педучилища), Катерина Іванівна Волошина (мала вищу педагогічну освіту), Марія Прокопівна Строкован (Одеське педучилище). Декілька нянь вдень і вночі доглядали малюків: Резнік В., Чихун М. В., Голубенко Є. Т., Садовська М. Д., Інюкова А. І., Демьяненко Є. Д. та інші. Двоян Тетяна Василівна працювала в ньому медичною сестрою. Довгий час директором дитячого будинку був Петро Романович Двоян. Проіснував цей заклад до 12 жовтня 1965 року.
У 1950 році 8 дрібних колгоспів, що існували на території Музиківської сільської ради, об'єдналися в одну велику міцну артіль (спочатку — колгосп імені Молотова, а із 1957 року — «Нове життя»). Із 1950 по 1960 рік господарство очолював Микита Юхимович Плохотнік, який у 1958 році за успіхи у розвитку сільського господарства був нагороджений орденом Леніна.
У 1960 році колгосп «Нове життя» був включений до складу колгоспу імені Кірова і став його третім відділком. Його завідувачем було призначено Є. С. Прокопенка. 1962 року відбувається розукрупнення господарств. Колгосп на території Музикіської сільської ради отримав назву «Маяк». 10 лютого 1965 року за рішенням бюро партійної організації колгосп «Маяк» було реорганізовано у радгосп «Маяк».
У 1985—1997 роках радгосп «Маяк» очолював Микола Миколайович Гуман, заслужений працівник сільського господарства України. Першого вересня 1985 року музиківські школярі розпочали навчання у новій школі.
20 грудня 1990 року було введено в експлуатацію нове приміщення Музиківського ясел-садка.
Із 1997 по 2012 рік керівником господарства був Сергій Олексійович Костік, заслужений працівник сільського господарства України.

### У Незалежній Україні
Музиківська сільська рада розташована на території Білозерського району Херсонської області за 16  км від обласного центру. До її складу входили три населенні пункти: Музиківка, Висунці та Мірошниківка, яким у 2008 році було відновлено статус сіл. Населення становить 2 771  осіб (дітей дошкільного віку — 194, дітей шкільного віку — 282, осіб пенсійного віку — 678, працездатного населення — 1557, працюючих осіб — 1134).
Загальна площа земель сільської ради складає 6166,6 га, у тому числі територія села — 689,7, лісові насадження — 233,6, багаторічні насадження — 41,6, сіножаті — 9,8, пасовища — 399,5, рілля — 4884,8.

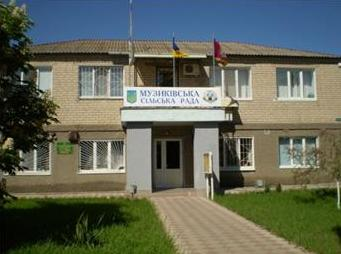
Будівля Музиківської сільської ради

Від часу незалежності Музиківську сільську раду очолювали Іван Ілліч Бондаренко, Василь Феодосійович Цвик. У теперішній час сільським головою працює Савелій Нолєвич Лейбзон. За успіхи у роботі нагороджений орденом Рівноапостольного князя Володимира (2008), Відзнакою Міністерства внутрішніх справ України «За сприяння органам внутрішніх справ» (2011), Дипломом та знаком лауреата Всеукраїнської премії «ГРІНМІР» «Найкращий господар в Україні» (2012).
У 2008 році повернено житловим місцевостям статус сіл. На початку 2015 року Верховною радою був прийнятий закон «Про добровільне об'єднання громад» Саме з цього нормативно правового акту уряд розпочав реформу децентралізації влади. В теорії громади на місцях мали отримати більше коштів та повноважень, а відповідно і більше відповідальності. Сам задум реформувати місцеве самоврядування, зменшити кількість рад і за рахунок цього підвищити професійну якість працівників апаратів та депутатів.
У 2015 році сільський голова Музиківської сільської ради Лейбзон Савелій Нолєвич ініціював розгляд та прийняття рішення про добровільне об'єднання громад з Східненською сільською радою. 4 липня 2016 року, в ході децентралізації, Музиківської та Східненська сільські ради Білозерського району, утворена Музиківська сільська громада з адміністративним центром в селі Музиківка, яка здійснює функції та повноваження місцевого самоврядування. Від початку децентралізації обласною державною адміністрацією було сформовано перспективний план об'єднання територіальних громад згідно з яким Музиківська, Східненська та Чорнобаївська сільські ради мали об'єднатися в одну громади.
17 липня 2020 року, в результаті адміністративно-територіальної реформи та ліквідації Білозерського району, село увійшло до складу Херсонського району.
У першій декаді березня 2022 року, під час широкомасштабного російського вторгнення в Україну, село було тимчасово окуповане російськими військами. 11 листопада 2022 року підрозділи Збройних сил України визволили село Музиківка з-під російської окупації в ході контрнаступу в Херсонській області.

## Населення
Згідно з переписом УРСР 1989 року чисельність наявного населення села становила 2464 особи, з яких 1215 чоловіків та 1249 жінок.
За переписом населення України 2001 року в селі мешкали 2672 особи.

### Мовний склад
Рідна мова населення за даними перепису 2001 року:
| Мова            | Кількість | Відсоток |
| --------------- | --------- | -------- |
| українська      | 2402      | 89.90%   |
| російська       | 199       | 7.45%    |
| вірменська      | 26        | 0.97%    |
| білоруська      | 12        | 0.45%    |
| румунська       | 6         | 0.22%    |
| польська        | 2         | 0.08%    |
| болгарська      | 2         | 0.08%    |
| інші/не вказали | 23        | 0.85%    |
| Усього          | 2672      | 100%     |

## Економіка
Виробнича сфера села представлена такими організаціями: 10 дрібних фермерських господарств, фермерське господарство «Сапфір Агро». Також в селі працює «Тін СерВіс» — виробник кришок для консервування.
У 2002 році було засноване Музиківське комунальне підприємство, очолив його Антон Іванович Гошко, з листопада 2013 року — Олександр Михайлович Андруневич. Пріоритетним напрямком роботи комунального підприємства є забезпечення безперебійного та якісного постачання питної води споживачам села. Загальна протяжність водогонів та водопровідних мереж становить 16 км. Працює 7 артезіанських свердловин. Населенню, закладам та установам села надаються послуги з комплексного виконання робіт по монтажу, ремонту, реконструкції та технічного обслуговування водопостачального обладнання, вивіз побутових відходів.
На території села знаходиться 941 житловий будинок, 630 із яких газифіковано, решта забезпечена твердим паливом та дровами.
Село розташоване у приміській зоні Херсона. Це зумовило спеціалізацію селянських та фермерських господарств на виробництво продовольства для жителів міста, які є основним споживачем вирощеної сільськогосподарської продукції, а саме: овочевих, баштанних культур, картоплі, молочної та м'ясної продукції.
Населення Музиківки, Мірошниківки, Висунців повною мірою забезпечене транспортним зв'язком із містом Херсоном та між населеними пунктами. Транспортні послуги надаються і в межах села для перевезення школярів.
У 2001 році для забезпечення сервісного ветеринарного обслуговування тварин у приватному секторі було відкрито на території Музиківської сільської ради ветеринарну дільницю. Очолив її заслужений працівник сільського господарства України Володимир Ларіонович Нікіфоров, який працюює у Музиківці з 1968 року.
Музиківська сільська рада інтенсивно веде проєктні та будівельні роботи із благоустрою населеного пункту.
Із метою інформування населення про справи громади сільська рада видає з 25 квітня 2008 року зареєстровану безкоштовну газету «Музиківський вісник», редактором якої є Людмила Анатоліївна Огурцова. Видавництво цієї газети на місцевому рівні дозволяє забезпечити широке висвітлення діяльності виконавчого комітету, сільської ради, депутатів, забезпечити подальшу плідну співпрацю з населенням.

## Об'єкти соціальної сфери
Центр села впорядкований. Тут розміщені всі необхідні об'єкти соціальної сфери: амбулаторія загальної практики сімейної медицини, загальноосвітня школа І-ІІІ ступенів, ясла-садок, сільська рада, сільська бібліотека, поштове відділення, магазини, пункт охорони громадського порядку, аптека, філія ощадбанку.
Працює амбулаторія, якій у 2006 році надано статус амбулаторії сімейного типу. Заклад обслуговує чотири населених пункти: Музиківку, Загорянівку, Шкуринівку, Східне. Функціонують кабінети: терапевтичний, педіатричний, стоматологічний, оглядовий, фізкабінет, маніпуляційний, перев'язувальний, лабораторія. Штат містить 3 лікарів (педіатр, терапевт, стоматолог). Головний лікарем із 2000 по 2013 рік працювала Лілія Іванівна Плахтирь.
В амбулаторії є фельдшер, акушерка, патронажні медичні сестри, лаборант. З 1972 року працює Тамара Леонтіївна Чихун, фельдшер вищої категорії. Щороку районні спеціалісти проводять поглиблений медогляд школярів та дітей дошкільного віку. Музиківська амбулаторія загальної практики сімейної медицини надає кваліфіковану первину медико-санітарну допомогу населенню усіх вікових груп за сімейно-територіальними принципом. Амбулаторія разом із громадською організацією «Турбота» реалізувала проєкт «Маю право на здоров'я», який фінансувався проєктом ЄС/ПРООН «Розвиток громадянського суспільства». Проєкт значно покращив якість та доступність медичної допомоги, сприяв поширенню інформації про здоровий спосіб життя.
В селі функціонує бібліотека, завідує якою Людмила Анатоліївна Огурцова. Фонд бібліотеки налічує 17 500 примірників. Він включає художню літературу, довідкові видання, дитячу літературу, технічну, сільськогосподарську та природничу. Кожен відвідувач має можливість вільного доступу до всесвітньої мережі. Бібліотека співпрацює з благодійним фондом Леоніда Кучми, Білозерським районним осередком Херсонської обласної молодіжної громадської організації «Молодіжний Центр регіонального розвитку», приватними підприємцями. 2010 року у рамках програми «Бібліоміст» бібліотека перемогла у конкурсі «Організація нових бібліотечних послуг з використанням вільного доступу до Інтернету». 2012 року — перемога у конкурсі проєктів «Поповнення фондів сільських бібліотек та активізація їх культурно — просвітницької роботи з дітьми та молоддю» від Міжнародного фонду Відродження.
Вересень 2012 року — перемога у «Конкурсі проєктів співпраці бібліотек з місцевими громадами» від програми «Бібліоміст» з проєктом створення на базі бібліотеки «Центру соціальної та психологічної допомоги». На базі бібліотеки волонтером Корпусу Миру Селліс Веллер проводилися заняття з англійської мови. Задля активної популяризації цієї роботи створено блог, який зареєстровано на Facebook. На соціальних сторінках висвітлюються події, які відбуваються в бібліотеці та в селі загалом.
Музиківський ясла-садок перебуває у комунальній власності Музиківської сільської ради. Дитячий садок функціонує весь рік. Трудовий колектив налічує 19 працівників: 5 вихователів, музичний керівник, інструктор із фізкультури, медична сестра старша, обслуговчий персонал — 9, освітній дошкільний заклад очолює завідувач Крута Людмила Анатоліївна. У трьох різновікових групах виховується 88 дошкільнят, соціально-педагогічним патронатом охоплено 53 дитини. Колектив намагається зробити усе, щоб діти відвідували дитячий садок із задоволенням, почувались комфортно. Для цього у них є усе необхідне: естетично облаштовані групові кімнати з іграшками та необхідним навчальним матеріалом.
З метою профілактичних заходів по боротьбі зі злочинністю та профілактикою правопорушень діє громадський пункт правопорядку. Його головою з 2001 року є Сергій Григорович Шабельников, на даний час громадський помічник дільничного інспектора Білозерського РВ УМВС України у Херсонській області.
З 2009 року в селі функціонує Молодіжна громадська рада, яку очолює Людмила Сергіївна Погрібна. Організація формує молодіжну політику, співпрацює із сільською радою, загальноосвітньою школою, сільською бібліотекою, районною молодіжною радою, Білозерським районним осередком Херсонської обласної молодіжної громадської організації «Молодіжний центр регіонального розвитку». Молодіжна рада займається організацією змістовного дозвілля молоді та розвитком її активності.
У 2009 році на базі колишньої Покровської церкви рішенням священного синоду Української православної церкви був заснований Покровський чоловічий монастир. Дісталася церква в напівзруйнованому стані: не було багатьох вікон, дах протікав, купа сміття всередині. За рік вдалося встановити маківку і хрест, нові вікна. Зараз продовжуються оздоблювальні роботи в головній частині храму, будується братський й ігуменські корпуси. Громада Музиківки всіляко сприяє відродженню християнського осередку.

### Школа

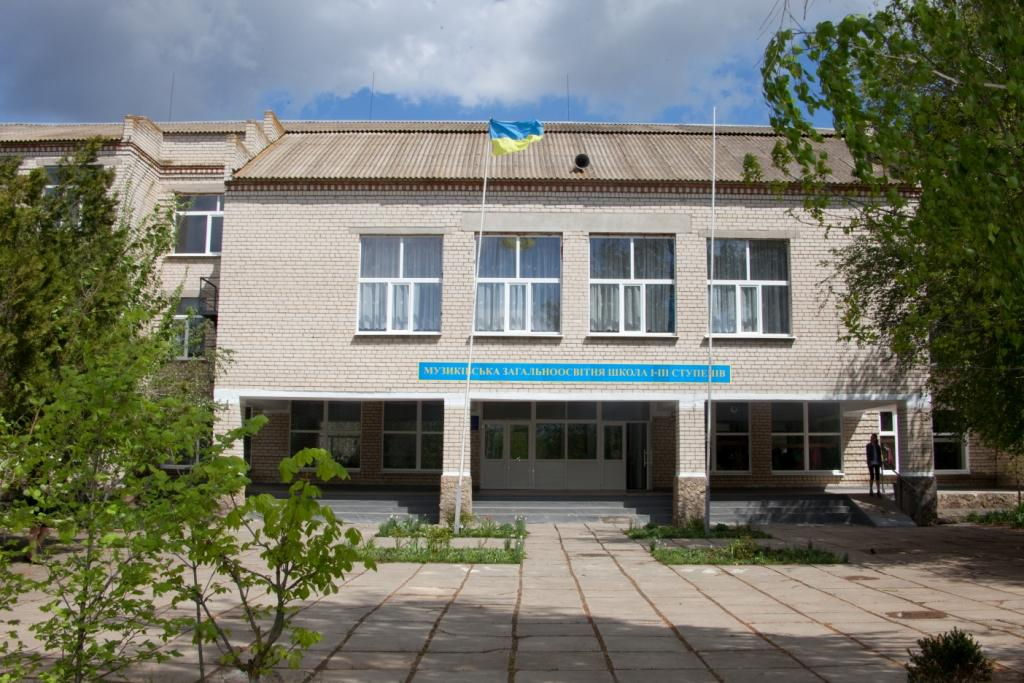
Музиківська середня загальноосвітня школа I—III ступенів

З 1876 року у селі діяла земська школа. Музиківська школа довгий час знаходилася у найманому приміщенні, тому планувалося будівництво спеціального шкільного приміщення у 1915 році. Проте, у зв'язку із Першою світовою війною, цим планам не судилося здійснитися. 1880 року в Музиківці працювала одна вчителька на 30 учнів. Викладання Закону Божого покладалося на священнослужителя. Першою вчителькою Музиківського земського училища була дочка священика Анна Григорівна Ниценко.
Школа на Висунцях відкрита у 1885 році, а на Мирошниківці — у 1896 році. 1888 року земські збори приймають рішення про передачу шкіл, що знаходилися на приміських хуторах, у відання міста. Відтоді школа почала фінансуватися з міського бюджету і стала іменуватися міським училищем, хоча в народі її продовжували називати земською школою. У ній навчалося 126 учнів, із них 91 хлопець та 35 дівчат. Навчання у міських училищах було платним — 2 карбованці на рік. Проте найбідніші учні звільнялися від оплати згідно рішення міської Думи. Збереглися імена трьох завідувачів Музиківським міським училищем: у 1895 році ним був Аполон Петрович Бойко, у 1909 році — Антоніна Абрамівна Телюк, а у 1910—1912 роках — Юлія Теофанівна Скульська.
У 1888 році на Музикиних хуторах була відкрита також школа грамоти, яку пізніше почали називати церковно-приходською. Утримувалася вона на кошти церкви та сільської громади. У 1895—1896 роках у школі навчався 71 учень, а завідувачем та законовчителем був Микола Левицький.
У січні 1918 році на Музикиних, Мірошникових та Висунцівських хуторах почалася радянська окупація. Цього ж року відкрито школу. 1920 року Музиківською сільською радою було ухвалено рішення про будівництво трудової школи, через матеріальну скруту воно не було втілене у життя. Всього ж на території Музиківської волості у цьому році запрацювало 10 шкіл.
Після відкриття школи у Музиківку разом із сім'єю переїздить 29-річний Михайло Іванович Баназюк. Працює спочатку вчителем, а з 1923 року завідувачем Музиківської школи. Із особової справи Баназюка М. І. стало відомо, що він — виходець із робітничої сім'ї.
Закінчивши вищу початкову школу, отримав звання вчителя. До 1914 року мав власну школу приватного характеру, із 1918 року — працював в Антонівці, а з 1920 року — у Музиківці.
Протягом перших років радянської влади шкільне питання часто розглядалося на засіданнях Музиківської сільської ради. Школі бракувало палива. Його доводилося економити, адже опалювалося приміщення переважно за рахунок жителів села. Приміщення було дуже тісне, старе, не можна було відкрити навіть п'ятого класу. Весною, коли з'являлася можливість випасати худобу, відвідування дітьми школи падало на 50 %. Велика кількість дітей голодувала. Все ж завідувач школи Михайло Іванович Баназюк та сільська Рада дбали про навчання дітей, забезпечення юних піонерів формою, значками та приміщенням для їхнього клубу, організовували екскурсії у Херсон та Олешки. Згідно з законом, трудовим школам надавалися ділянки землі розміром у 3 десятини, які необхідно було засівати сільськогосподарськими культурами.
У 1921—1923 роках південні райони України охопив голодомор, спровокований більшовицькою владою. У зв'язку з чим 31 травня 1922 року на засіданні Музиківського волосного виконкому було ухвалено рішення по видачу учням школи гарячої їжі. Рішенням волосного виконкому від 21 листопада 1922 року приміщення, яке займав псаломщик, передано для потреб учителів.
У серпні 1923 року укладена угода з населенням Музиківки, Мірошниківки, Висунців по утриманню Музиківської школи. 12 травня 1924 року на загальних зборах Музиківської сільської ради та Мірошниківських хуторів було вирішено побудувати нову школу. Керувати будівництвом доручили Різнику П. І., Різнику І. М. і Деркачу С. І. В цілому на території Музиківської сільської ради у 1925 році діяли 3 школи на утриманні місцевого бюджету. Навчанням було охоплено 70 % дітей шкільного віку. Школи не мали грошових фондів, а тому паливо та підручники купували на кошти сільради, їх обслуговували 5 вчителів із освітою
7-8 класів жіночої гімназії, один із спеціальною освітою.
У 1926 році за кошти сільської ради було відремонтовано приміщення та придбано паливо для школи, на 50 відсотків забезпечено учнів підручниками. У Музиківці школу відвідувало 190 учнів, у Мірошниківці — 21, у Висунцях — 387. При Музиківській сільраді існував осередок друзів дітей, який очолював Жосан І. В.
З 1929 року і, очевидно, по 1933 рік школу очолював Василь Феопентович Кутіщев. Документи свідчать про те, що народився він у 1899 році, син селянина, учителював із 1927 року, член більшовицької партії.
До 1951 року школа існувала як семирічна. З 1951 по 1 травня 1960 року при Музиківській школі діяв інтернат для дітей із Крутого Яру, Мірошниківки та Висунців. У зв'язку з укрупненням середніх шкіл із 1 вересня 1963 року Музиківська середня стає восьмирічною школою.
1 січня 1965 року до Музиківської середньої школи було приєднано Мірошниківську початкову, яка діяла до 1969 року.
З 2001 року школу очолює її випускниця — Неля Володимирівна Гричун. Після закінчення у 1985 році Миколаївського педагогічного інституту ім. Белінського у 1988 році повернулася до рідної школи, де працювала вчителем історії, з 2001 року спочатку заступником, а потім директором. Заступниками директора з навчально-виховної та виховної роботи працюють Наталя Михайлівна Компаніченко з
2001 року, Ірина Іванівна Безродня з 2011 року.
У 2013—2014 навчальному році у Музиківській загальноосвітній школі І—ІІІ ступенів Білозерської районної ради Херсонської області навчаються 243 учня, з них учениця десятого класу за індивідуальною програмою вдома, за станом здоров'я, шість учнів здобувають освіту екстерном. У школі організовано клас інклюзивного навчання. У 2014—2015 навчальному році — 251 учень, два класи з інклюзивною формою навчання для дітей з особливими освітніми потребами.
На базі школи з 2008 року діє філія районної Малої академії наук учнівської молоді. Усю виховну роботу в школі об'єднано в єдину систему. Для забезпечення творчих запитів та дозвілля учнів організовано роботу різноманітних гуртків та спортивних секцій.
Результативною була участь школярів у конкурсі-огляді екологічної агітбригади та обласному зльоті «Юних лісівників». Агітбригада «Сполох» неодноразово ставала переможцем у районі, керівник Галина Павлівна Кузьменко. Команда гуртківців «Юні лісівники» двічі призери обласного зльоту «Юні лісівники», керівник Васильєв Василь Михайлович.
Команди шахістів та шашкістів були переможцями та призерами районних змагань, керівники гуртка Олександр Васильович Лебедєв, Тетяна Миколаївна Спіціальна.
Агітаційна бригада волонтерського загону «Юність» у районному фестивалі «Молодь за здоровий спосіб життя» стала переможцем у номінації на найкращий плакат «Панно з дитячих малюнків щодо здорового способу життя» керівник Наталія Миколаївна Петрова.
Колектив переможець обласного конкурсу «Школа Херсонщини» у номінації «Школа — соціокультурний центр села», призер районного етапу обласного конкурсу «Школа Херсонщини» у номінації «Нова школа — нові стандарти», відзначений подяками за участь у IV та V обласних конкурсах «Херсонщина спілкується зі світом», за підсумками 2011/12 навчального року посіла II місце у рейтинговій оцінці, команда працівників школи — неодноразовий переможець районної спартакіади працівників закладів освіти.
За час існування Музиківської середньої школи було випущено 12 медалістів: Віктор Кузьома (1979), Сергій Красноглазов (1979), Неля Нікіфорова (1981), Наталія Бойко (1983), Світлана Карло (1985), Наталія Вальховська (1986), Ольга Зубенко (1988), Інна Васильєва (1998), Оксана Печерська (2000), Інна Тарасевич (2005), Олена Чихун (2013), Вікторія Шевчук (2014).

## Релігія

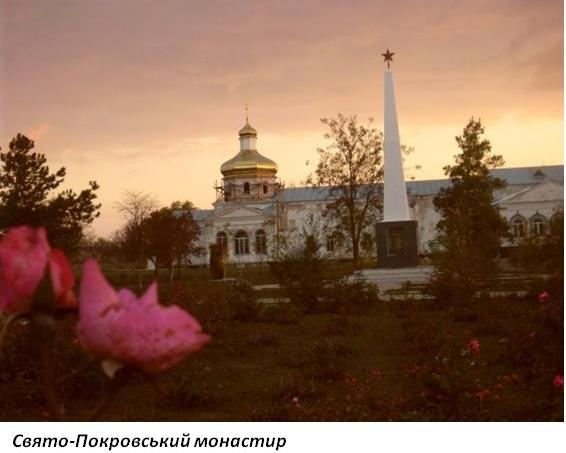

- На сьогодні в селі діють різні християнські конфесії: Православна, Греко-Католицька і Протестантські.
- Покровський чоловічий монастир Херсонської єпархії УПЦ МП;
- Парафія Святого Володимира Великого ПЦУ;
- Парафія Благовіщення Пресвятої Богородиці УГКЦ.
- Церква ЄХБ.
- Церква «Велике Доручення».

## Персоналії
- Плужник Григорій Дмитрович (1909—1973) — кіноактор («Воротар» (1936), «Син полку» (1946), «Поема про море» (1958) та інших.);
- Куманченко Поліна Володимирівна (1910—1992) — українська актриса, лауреат Державної премії УРСР ім. Т. Г. Шевченка.